# Strasburg, Cetatea Albă
Strasburg (în ucraineană Зелене, transliterat: Zelene) este un sat în comuna Marazlăveni din raionul Cetatea Albă, regiunea Odesa, Ucraina. Satul a fost locuit de germanii basarabeni.

## Demografie
Componența lingvistică a localității Strasburg
     Ucraineană (91,57%)
     Rusă (7,23%)
     Bulgară (1,2%)
Conform recensământului din 2001, majoritatea populației localității Strasburg era vorbitoare de ucraineană (91,57%), existând în minoritate și vorbitori de rusă (7,23%) și bulgară (1,2%).